# 穆罕默德·阿卜杜勒阿齊茲
穆罕默德·阿卜杜勒阿齊茲（鄂圖曼土耳其語：‎；1901年1月26日—1977年1月19日）為鄂圖曼王子，穆罕默德·賽菲頓王子之子，蘇丹阿卜杜勒-阿齊茲一世之孫，是1973年－1977年間奧斯曼帝國王朝第40代領袖。

## 早年
穆罕默德·阿卜杜勒阿齊茲在奧塔科伊的徹拉安宮出生，是奧斯曼海軍海軍少將穆罕默德·賽菲頓與第一任妻子喬治亞人內思姆·費來克夫人（Necem Felek Hanım）的兒子（也是前者的長子，後者唯一的獨生子）、蘇丹阿卜杜勒-阿齊茲一世之孫。後他在鄂圖曼軍事學院接受教育。
當奧斯曼王朝於1924年3月被流放後，穆罕默德·阿卜杜勒阿齊茲與他的家人紛紛搬到法國尼斯西米埃茲，並買下卡拉巴塞爾別墅（該別墅隸屬阿卜杜勒-邁吉德一世之女塞尼哈蘇丹女）附近的別墅。後來阿卜杜勒阿齊茲之父在1927年死於此地後，他便移居至埃及開羅。

## 後續生涯
在阿卜杜勒-邁吉德二世死後，艾哈邁德·尼哈德在1944年8月成為王朝領袖，塞扎德·奧馬·法魯克並不接受這個事實；另一方面，奧馬·法魯克的妻子薩比哈蘇丹女則支持理事會的決定，並批准其選擇；奧馬·法魯克身邊則有穆罕默德·阿卜杜勒阿齊茲在內等人的支持。
1952年埃及革命後，由於穆罕默德·阿卜杜勒阿齊茲拒絕接埃及的身份法，被贾迈勒·阿卜杜-纳赛尔逐出埃及，而後在當時的法國總統夏爾·戴高樂之協助下，他得以移居法國尼斯，並得到前者給他的法國護照，後來他更得到了每月五萬法郎的月薪。
1973年，在前任鄂圖曼領袖奧斯曼·福阿德去世後，穆罕默德·阿卜杜勒阿齊茲成為鄂圖曼王朝第40代領袖。爾後，他在1977年1月19日死於法國尼斯，並葬在當地的尼斯東部公墓。

## 配偶與子嗣
穆罕默德·阿卜杜勒阿齊茲唯一的一位妻子為伯克馬爾：葉根家族阿里·雷扎貝伊的長女。她出生於1911年3月16日的埃及開羅。後雙方在1929年2月21日在開羅結婚，並誕下唯一的女兒：出生於1939年12月31日的許蕾姆蘇丹女。而後伯克馬爾死於1962年1月13日。她的第三位妹妹納菲亞後來與在之後的1984年至1994間將擔任領袖的穆罕默德·奧爾罕結婚，並誕下唯一的女兒法特瑪·內克拉蘇丹女。

### 子嗣
| 名字         | 出生           | 逝世         | 備註                                                 |
| ------------ | -------------- | ------------ | ---------------------------------------------------- |
| 許蕾姆蘇丹女 | 1939年12月31日 | 1999年3月5日 | 出生於埃及開羅，後死於法國尼斯並葬於當地。從未婚嫁。 |

## 外部連結
- The History Files: The Ottoman Empire （页面存档备份，存于）
- Genealogy of Mehmed Abdulaziz （页面存档备份，存于）

| 穆罕默德·阿卜杜勒阿齊茲 奧斯曼王朝出生于：1901年1月26日逝世於：1977年1月19日 | 穆罕默德·阿卜杜勒阿齊茲 奧斯曼王朝出生于：1901年1月26日逝世於：1977年1月19日           | 穆罕默德·阿卜杜勒阿齊茲 奧斯曼王朝出生于：1901年1月26日逝世於：1977年1月19日 |
| 王位覬覦者                                                                   | 王位覬覦者                                                                             | 王位覬覦者                                                                   |
| ---------------------------------------------------------------------------- | -------------------------------------------------------------------------------------- | ---------------------------------------------------------------------------- |
| 前任者： 奥斯曼四世                                                          | — 名义上的 — 奥斯曼帝国苏丹 1973年5月19日－1977年1月19日 继位失败原因： 1922年帝國解體 | 繼任者： 阿里一世                                                            |